# Shōta Iizuka
Shōta Iizuka (飯塚 翔太, né le 25 juin 1991 à Omaezaki) est un athlète japonais, spécialiste du sprint.

## Biographie
Shōta Iizuka émerge en 2010 en tant que junior, d'abord en courant le 200 m en 20 s 56 (Fukuroi, 3 mai), puis en remportant le titre sur la même distance aux Championnats du monde junior 2010 à Moncton en 20 s 67.
Le 22 mai 2010, dernier relayeur de l'équipe de l'Université Chuo, il donne la victoire à son relais avec plus d'une seconde de marge sur l'université Waseda ainsi que le record national universitaire avec un temps de 38 s 54, dans le stade de Tokyo (vidéo).
En juin 2012, il termine deuxième du 200 m des Championnats du Japon en 20 s 45, derrière Kei Takase, 20 s 43, à Ōsaka.
Le 4 juin 2017 à Tottori, il bat son record personnel en 10 s 08 profitant d'un vent à la limite (+ 1,9) devant Asuka Cambridge, 10 s 12. En 2017, son meilleur temps sur 200 m est de 20 s 40, où il est inscrit aux Championnats du monde à Londres.
Le 12 août, avec ses compatriotes du relais, il remporte la médaille de bronze des championnats du monde de Londres en 38 s 04, derrière le Royaume-Uni (37 s 47) et les États-Unis (37 s 52).

## Palmarès
| Date | Compétition                   | Lieu           | Résultat | Épreuve   | Temps        |
| ---- | ----------------------------- | -------------- | -------- | --------- | ------------ |
| 2010 | Championnats du monde juniors | Moncton        | 1er      | 200 m     | 20 s 67      |
| 2012 | Jeux olympiques               | Londres        | 4e       | 4 × 100 m | 38 s 35      |
| 2013 | Universiade                   | Kazan          | 3e       | 200 m     | 20 s 33      |
| 2013 | Universiade                   | Kazan          | 2e       | 4 x 100 m | 39 s 12      |
| 2013 | Championnats du monde         | Moscou         | 6e       | 4 × 100 m | 38 s 39      |
| 2014 | Relais mondiaux de l'IAAF     | Nassau         | 5e       | 4 × 100 m | 38 s 40      |
| 2014 | Jeux asiatiques               | Incheon        | 1er      | 4 × 400 m | 3 min 1 s 88 |
| 2016 | Jeux olympiques               | Rio de Janeiro | 2e       | 4 × 100 m | 37 s 60      |
| 2017 | Championnats du monde         | Londres        | 3e       | 4 x 100 m | 38 s 04      |
| 2018 | Jeux asiatiques               | Jakarta        | 6e       | 200 m     | 20 s 68      |
| 2018 | Jeux asiatiques               | Jakarta        | 3e       | 4 x 400 m | 3 min 1 s 94 |

## Records
| Épreuve    | Temps               | Lieu    | Date         |
| ---------- | ------------------- | ------- | ------------ |
| 100 mètres | 10 s 08 (+ 1,9 m/s) | Tottori | 4 juin 2017  |
| 200 mètres | 20 s 11 (+1,8 m/s)  | Nagoya  | 26 juin 2016 |